# سی‌ای‌ای (شرکت)
سی‌ای‌ای (انگلیسی: CAA؛ مخفف Creative Artists Agency) یک آژانس استعدادیابی و ورزشی مستقر در لس آنجلس، کالیفرنیا، ایالات متحده است. با ۱۸۰۰ کارمند در مارس ۲۰۱۶، به عنوان یک شرکت تأثیرگذار در تجارت آژانس استعدادیابی به‌شمار می‌رود و مشتریان متعددی را مدیریت می‌کند.

در سپتامبر ۲۰۲۳، میلیاردر فرانسوی فرانسوا-هانری پینو با قراردادی به ارزش ۷ میلیارد دلار، اکثریت سهام سی‌ای‌ای را به دست آورد. این خرید از طریق شرکت سرمایه‌گذاری او، گروه آرتمیس انجام شد.

## برای مطالعهٔ بیشتر
- A History of CAA and Coke, by Hein, Kenneth, Benezra, Karen,Brandweek, 10644318, January 16, 2006, Vol. 47, Issue 3.
- Miller, James Andrew (2016). Powerhouse: The Untold Story of Hollywood's Creative Artists Agency. New York City: Custom House. ISBN 978-0-06-244137-9. OCLC 969998355.